# Éster metílico de ácido graso
Los ésteres metílicos de ácidos grasos (abreviado como FAME, siglas del inglés Fatty Acid Methyl Ester) son un tipo de ésteres de ácidos grasos que se obtienen por transesterificación catalizada por álcali de grasas con metanol. Las moléculas del biodiésel son principalmente FAME, generalmente obtenidas a partir de aceites vegetales por transesterificación. Se utilizan para producir detergentes y biodiesel. Los FAME se producen típicamente mediante una reacción catalizada por álcali entre grasas y metanol en presencia de una base como hidróxido de sodio, metóxido de sodio o hidróxido de potasio. Una de las razones del uso de FAME en biodiésel en lugar de ácidos grasos libres es anular cualquier corrosión que los ácidos grasos libres puedan causar en los metales de los motores, las instalaciones de producción, etc. Los ácidos grasos libres son solo ligeramente ácidos, pero con el tiempo pueden causar corrosión acumulativa a diferencia de sus ésteres. Como una calidad mejorada, los FAME también suelen tener entre 12 y 15 unidades más de número de cetano que sus homólogos no esterificados.

## Ejemplos de FAMEs
Los FAMEs son compuestos incoloros con puntos de fusión cercanos a la temperatura ambiente.
| FAME                | Fórmula                           | Número de registro CAS | Índice de refracción | Densidad (g/cm3) | Punto de fusión (°C) | Punto de ebullición (°C) |
| ------------------- | --------------------------------- | ---------------------- | -------------------- | ---------------- | -------------------- | ------------------------ |
| Laurato de metilo   | CH 3(CH 2) 10CO 2CH 3             | 111-82-0               | 1.4301               | 0.8702           | 5.2                  | 267                      |
| Miristato de metilo | CH 3(CH 2) 12CO 2CH 3             | 124-10-7               | -                    | 0.8671           | 17.8                 | 295                      |
| Palmitato de metilo | CH 3(CH 2) 14CO 2CH 3             | 112-39-0               | 1.4310               | -                | 29.5                 | 417                      |
| Estearato de metilo | CH 3(CH 2) 16CO 2CH 3             | 112-61-8               | 1.45740              | 0.83             | 443                  | 40                       |
| Oleato de metilo    | CH 3(CH 2) 6CH=CH(CH 2) 5CO 2CH 3 | 112-62-9               | 112-                 | 0.8739           | -19.9                | -                        |

## Otros detalles
Cada microorganismo tiene su perfil FAME específico (microbial fingerprinting). Después de esterificar los triglicéridos, los ácidos grasos y algunos otros lípidos de algunos microbios cultivados, se vuelven lo suficientemente volátiles para el análisis con cromatografía de gases que se utiliza para crear el perfil FAME. Estos perfiles se pueden utilizar como una herramienta para el seguimiento de fuentes microbianas (MST) para identificar cepas de bacterias patológicas y para caracterizar nuevas especies de bacterias.
Por ejemplo, un perfil creado a partir de bacterias cultivadas de una muestra de agua se puede comparar con un perfil de bacterias patológicas conocidas para averiguar si el agua está contaminada con heces o no.